# والتر رودني
والتر رودني (بالإنجليزية: Walter Rodney)‏ هو مؤرخ وسياسي غياني، ولد في 23 مارس 1942 في جورج تاون في غيانا، وتوفي بنفس المكان في 13 يونيو 1980. نشط حزبياً في Working People's Alliance ‏.

## وصلات خارجية
- والتر رودني على موقع الموسوعة البريطانية (الإنجليزية)
- والتر رودني على موقع ديسكوغز (الإنجليزية)